# Bruchidius cinereovarius
Bruchidius cinereovarius là một loài bọ cánh cứng trong họ Bruchidae. Loài này được Motschulsky miêu tả khoa học năm 1874.